# Exhorto
En Derecho procesal se denomina exhorto o carta rogatoria a una solicitud en el marco de un procedimiento judicial por la cual un juez o un tribunal, en uso de sus funciones, se dirige hacia otro juez o tribunal de su misma jerarquía, a efectos que el juez destinatario ejecute un acto procesal necesario para el litigio a cargo del juez remitente.(correcto)
Jurídicamente en un proceso civil o penal, un exhorto se considera una petición de una parte procesal con autoridad jurídica o conocimiento de causa hacia la otra parte procesal.
Por ejemplo "exhorto a los jueces penales abstenerse de considerar las evidencias presentadas por la parte acusadora al considerar que esas evidencias son fraudulentas "
En derechos humanos organismos internacionales (cortes) tienen la autoridad legal para exhortar  a cortes de menor instancia y revertir decisiones jurídicas en las cuales se han comprobado violaciones a los derechos humanos y derechos constitucionales.
"Exhortamos revertir la sentencia y reparar económicamente ya que nuestra corte constató violaciones a los derechos humanos y al debido proceso"
Estas facultades jurídicas las tiene la corte penal internacional, en América los estados firmantes de la carta interamericana de derechos humanos tiene la autoridad jurídica y legal de exhortar sentencias de última instancia como la de las cortes constitucionales.
Cabe enfatizar que la palabra exhorto no es una invitación optativa o discrecional,la palabra exhorto genera obligaciones y responsabilidades judiciales ya que la emite una "autoridad competente".

### Derecho español
Aun así, actualmente el art 274.2 LOPJ tuvo la virtud al disponer que la petición de cooperación, cualquiera que sea el juzgado o tribunal a quien se dirija, "se efectuará siempre directamente, sin dar lugar a traslados ni reproducciones a través de órganos intermedios" de refundir los tres actos de auxilio judicial (suplicatorio, exhorto y mandamiento), en un solo exhorto, contribuyendo a dotar de una mayor rapidez al ya de por sí lento auxilio judicial.
Nótese que en este caso el exhorto contiene una solicitud para realizar un acto propio de la función judicial; por tal motivo la doctrina coincide que un exhorto no contiene una "orden" para el destinatario al tratarse de jueces de igual jerarquía, ni contiene un simple pedido de información, para lo cual se emplea otra comunicación a modo de oficio.
Casos usuales de exhortos suceden cuando, en el curso de un proceso, un juez necesita que sea ejecutado un acto procesal (una declaración de testigo por ejemplo) fuera del territorio de su propia jurisdicción, y para ello precisa la ayuda del juez destinatario que tiene competencia sobre el territorio donde ha de realizarse dicho acto; el exhorto resuelve este problema.
Normalmente, varias legislaciones establecen que si el juez destinatario no cumple con los términos del exhorto, el juez remitente puede recurrir a la instancia superior de ambos para exigir sanciones contra el juez destinatario que le perjudica con su inacción.

### Derecho mexicano
El tiempo de expedición se debe de hacer al siguiente día al que cause estado el acuerdo que los prevengan, a menos que se ordene lo contrario. Esto se estipula en el artículo 1.143 del código de procedimientos civiles para el Estado de México.